# Fife Flyers
Fife Flyers je klub ledního hokeje ze skotského města Kirkcaldy. Byl založen v roce 1938 a je nejstarším profesionálním hokejovým klubem ve Spojeném království. V letech 1977, 1978 a 1985 získal britský titul. Od roku 2011 je účastníkem Elite Ice Hockey League. Domácím stadionem je Fife Ice Arena, klubové barvy jsou modrá, zlatá a bílá.
Za Fife Flyers hráli českoslovenští reprezentanti Jindřich Kokrment, Vincent Lukáč a Milan Figala.